# Bohuslav Klíma starší
Bohuslav Klíma (26. března 1925, Drahotuše – 6. února 2000, Brno) byl český archeolog a geolog, zabývající se zejména obdobím paleolitu. Proslavil se hlavně svými výzkumy v Pavlově. Jeho synem je Bohuslav Klíma mladší, archeolog specializující se na raný středověk.

## Život a dílo
Narodil se v Drahotuších u Hranic. Za 2. světové války se přestěhoval do Brna, kde se seznámil s Karlem Absolonem, který Klímu zaměstnal jako kresliče pro svoje archeologické atlasy. Zde se Klíma poprvé seznámil s výrobky lidí ze starší doby kamenné. Když byly v roce 1945 znovu otevřeny vysoké školy, nastoupil studium, které ukončil doktorátem z přírodních věd v roce 1948. Tehdy se zaměřoval ještě na čtvrtohorní geologii. Jako pracovník Moravského zemského muzea, kde se stal vedoucím „diluviálního“ oddělení, se dostal na studijní cestu do Francie.
Po vzniku akademie věd (1952) přešel z muzea do brněnské pobočky Archeologického ústavu akademie. V ústavu působil celou svoji aktivní vědeckou dráhu, až do roku 1995. Vedl bezpočet výzkumů v Československu a účastnil se také výzkumů v západní Evropě.
Po odchodu na odpočinek se uchýlil do Dolních Věstonic, kde kromě další vědecké práce při zpracovávání výsledků své badatelské činnosti se věnoval také svému celoživotnímu koníčku – vinohradnictví a výrobě vína. Ani v této době ovšem nezapomínal na další bádání a až do své smrti spolupracoval se svým synem na výzkumech velkomoravské lokality Znojmo-Hradiště.
V roce 1950 se mu narodil syn Bohuslav. Bohuslav Klíma starší zemřel v roce 2000 v Brně.

## Výzkumy
V roce 1947 obnovil výzkumy v Dolních Věstonicích, které před válkou prováděl Karel Absolon. Jako zaměstnanec ČSAV zahájil výzkumy v sousedním Pavlově v roce 1952. Cílem výzkumů bylo „nahradit“ ztráty, které moravská archeologie utrpěla při požáru zámku v Mikulově na konci války, kde vzaly za své veškeré předválečné nálezy, které zde byly soustředěny.
Při svých výzkumech důsledně uplatňoval nové, progresivní metody (plošný odkryv, dokumentace polohy nalezených artefaktů podle čtverců, aplikace nových poznatků ve stratigrafii aj.). Vykopávky v Pavlově probíhaly v podstatě nepřetržitě až do roku 1972, takže Klíma měl možnost zdejší naleziště prozkoumat skutečně důkladně.
Mezi nálezy z jeho výzkumů v Pavlově zaujme například zatím nejstarší známá keramika na světě – hliněné (hnětené a v pecovitém ohništi vypalované) zvířecí figurky, ohromný počet kamenných a kostěných nástrojů.
Klíma vedl také celou řadu krátkodobějších výzkumů – v jeskyních v Moravském krasu (např. Švédův stůl, Pekárna, Ochozská jeskyně …), v Předmostí u Přerova a jinde. V prostoru před jeskyní Pekárna se mu podařilo objevit rytinu na žebru divokého koně, která zobrazuje pasoucí se koně. Z výzkumů na vrchu Landek v Ostravě z roku 1953 zase pochází takzvaná Petřkovická venuše. Je asi 4,5 cm vysoká a její stáří se odhaduje na 23 000 let. Jedná se o torzo, které věrně znázorňuje všechny části ženského těla, avšak nezdůrazňuje je jako většina ostatních sošek podobného stáří. V roce 1986 objevil při záchranném výzkumu během těžby zeminy pro hráze Novomlýnských nádrží pozoruhodně zachovaný trojhrob z doby lovců mamutů.
Klíma je spolu s H. Delportem autorem označení moravského gravettienu – pavlovien.

## Publikační činnost
Bibliografie B. Klímy čítá téměř 400 titulů, z toho 9 knih. Kromě odborných publikací je Klíma také autorem několika populárně naučných děl, ve kterých se pokoušel přiblížit výsledky svého bádání široké veřejnosti. Za stejným účelem pořádal také mnoho výstav doma i v zahraničí a byl častým hostem rozhlasových i televizních pořadů a dokumentů.